# NGC 100
NGC 100 (również PGC 1525 lub UGC 231) – galaktyka spiralna (Sc), znajdująca się w gwiazdozbiorze Ryb. Odkrył ją Lewis A. Swift 10 listopada 1885 roku.